# فرانسيس جوليا بارنز
فرانسيس جوليا بارنز (بالإنجليزية: Frances Julia Barnes)‏ هي كاتِبة أمريكية، ولدت في 14 أبريل 1846، وتوفيت في 1920.